# Den trojanske hest
Den trojanske hest – krigslist, udtænkt og udført af Odysseus under den trojanske krig.
Da det efter 10 års belejring ikke er lykkedes grækerne at erobre byen Troja, bygger de en kæmpestor hul hest af træ. Odysseus gemmer sig inde i hesten med nogle udvalgte krigere, mens resten af den græske hær trækker sig lidt væk fra byen og gemmer sig. Nogle få mænd sættes til at ro alle de græske skibe væk fra Trojas strande. Trojanerne tror nu at grækerne har opgivet belejringen og har efterladt hesten som afskedsgave. Byporten åbnes, hesten trækkes ind, og så er der ellers fest i gaderne. Sent samme aften, da trojanerne alle er døsige efter de enorme mængder vin de har drukket for at fejre sejren, lister Odysseus og hans mænd ud af hesten og åbner byporten for resten af hæren. Det er da en smal sag for de udhvilede, ædru græske soldater at besejre deres døddrukne fjender.
Den trojanske hest har lagt navn til en afart af ondsindede computerprogrammer (malware), der efterligner et nyttigt program, men giver bagmanden mulighed for at udføre opgaver på offerets computer, se Trojansk hest